# Bánh rán

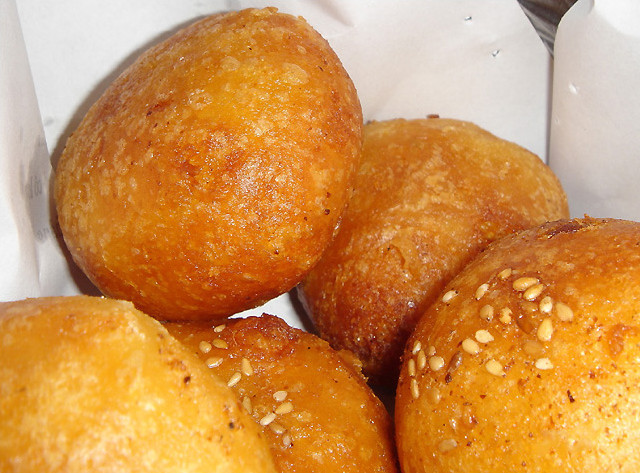
Una caja de bánh rán, recién sacados del aceite.

El bánh rán (literalmente ‘pastel frito’) es una bola de arroz glutinoso frita típica de la cocina del norte de Vietnam.
La capa exterior está hecha de harina de arroz glutinoso cubierta con semillas de sésamo blanco. El relleno se hace de pasta de frijol chino endulzada, y se aromatiza con esencia de flor de jazmín. Tradicionalmente, el relleno debe estar separado de la cáscara, de forma que si se agita un bánh rán puede sentirse cómo el centro se mueve dentro de él.
El bánh rán es muy parecido a una bola de arroz glutinoso frito china llamada zin dou (煎道), que es un pastel típico de las cocinas cantonesa y de Kong Kong. La versión china suele ser algo más dulce y no lleva esencia de jazmín, empleando rellenos tales como pasta de loto o pasta de frijol chino.
En el sur de Vietnam hay un plato parecido, llamado bánh cam, prácticamente idéntico al bánh rán salvo por la esencia de jazmín. Otra diferencia es que el relleno del bánh cam no está separado de la cáscara. En el norte de Vietnam el bánh cam es diferente del bánh rán y se come tradicionalmente con jarabe de azúcar vertido sobre el dulce.
Bánh rán es también la traducción vietnamita del dulce japonés dorayaki.